# Кошице (хоккейный клуб)
ХК «Кошице» — словацкий профессиональный хоккейный клуб, основанный в 1962 году и выступающий в словацкой экстралиге. Является девятикратным чемпионом Словакии. Прозвище команды — Oceliari («Сталевары»).

## Достижения
- Чемпионат Словакии по хоккею:
  - Обладатель (10)  : 1994, 1995, 1998, 2008, 2009, 2010, 2014, 2015, 2023, 2025
- Чемпионат Чехословакии по хоккею:
  - Обладатель (2)  : 1986, 1988

## История
Клуб был создан как армейский в 1962 году под именем TJ Dukla Košice. В то время в Кошице было два слабых хоккейных клуба, выступающих на региональном уровне. Новый клуб оказался довольно сильным и в течение двух лет вступил в Высшую чехословацкую лигу.
В 1966 году клуб сменил название на TJ VSŽ Košice. В 1986 году клуб в первый раз стал чемпионом Чехословакии, обыграв в финале «Дукла (Йиглава)». В 1988 году TJ VSŽ Кошице во второй раз взял золото, обыграв в финале пражскую «Спарту». В 1987 и 1989 годах команда занимала второе место в Кубке европейских чемпионов.
После распада Чехословакии в 1993 году VSŽ Кошице стал членом словацкой экстралиги и в дальнейшем трижды становился ее чемпионом.
В 1998 году клуб сменил название на ХК «Кошице».

## Известные игроки
- Петер Бондра
- Иржи Голечек
- Ярослав Кмить
- Игор Либа
- Мартин Штрбак
- Растислав Станя